# Argentina Cerne

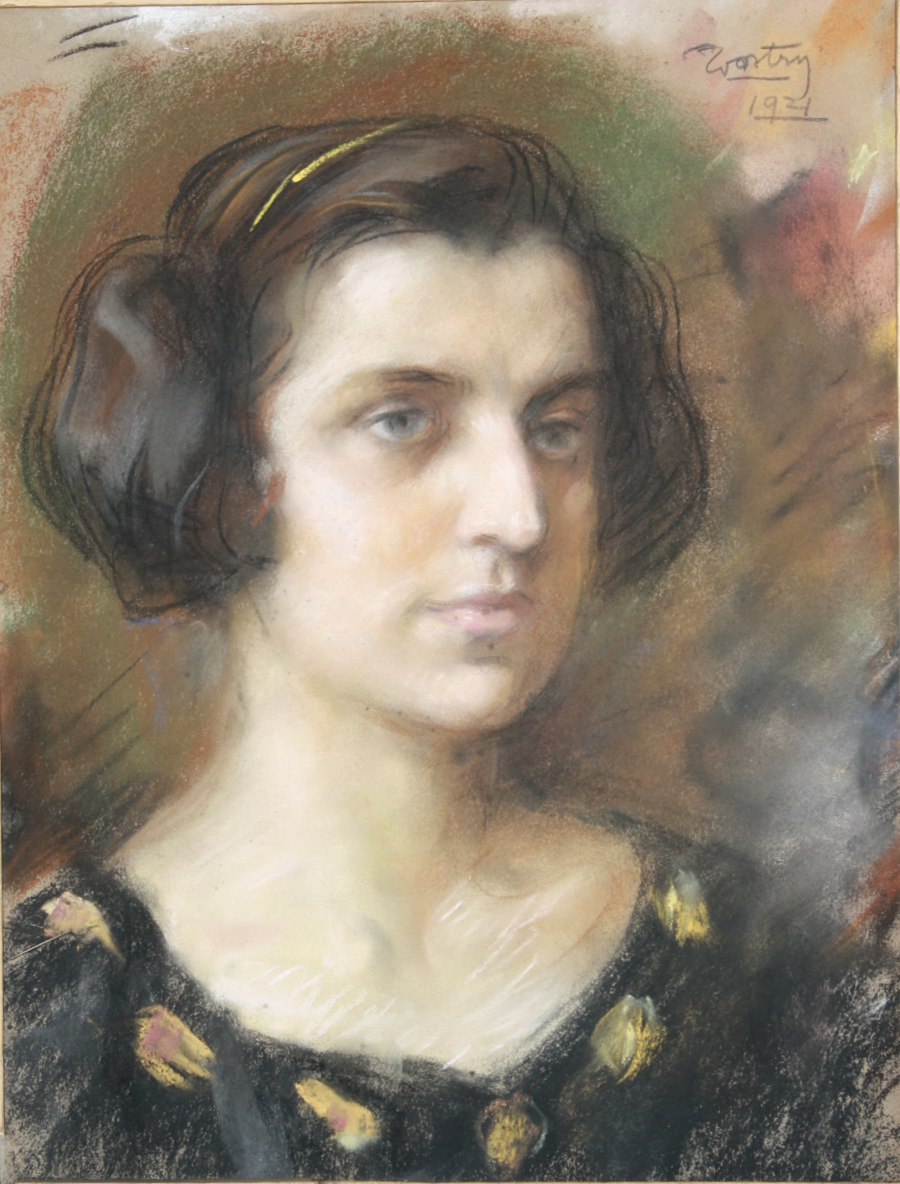
Carlo Wostry (1865-1943): ritratto della pittrice Argentina Cerne, 1921

Argentina Cerne (Trieste, 28 gennaio 1902 – Trieste, 6 aprile 1974) è stata una pittrice italiana.

## Biografia
Argentina nasce a Trieste nel 1902 quando la città apparteneva all'impero austro-ungarico, quarta figlia di Antonio Cerne e di Teresa Curtin, entrambi di origini goriziane. La primogenita Natalia nasce nel 1887, poi Bruno del 1893, ed Alba del 1898. Argentina deve il suo nome al fatto che suo padre era emigrato in Argentina in cerca di fortuna. Frequenta la Triest Kaiserlich-Koenigliche Staatsgewerbeschule che dal 1921 diverrà la Scuola Industriale dello Stato mettendo precocemente in luce il suo talento artistico. Degli anni 1917-1918 esistono una serie di ritratti dei suoi compagni di scuola che oggi sono di proprietà del Museo Revoltella. Frequenta poi la Scuola del nudo. Unica donna dove ottenere una speciale dispensa da parte del Collegio Accademico per le sessioni dal vivo con modelli maschi. Il suo maestro è stato il noto pittore triestino Carlo Wostry che esegue un ritratto della giovane pittrice nel 1921, riprodotto nella figura a lato. Terminati gli studi con il massimo dei voti su suggerimento di Wostry si reca in Francia. Nel 1930 si trasferisce a Milano dove l'amica pittrice Maria Lupieri la introduce nello studio del pittore Aristotile Vicenzi. Argentina continua a vivere a Milano con più o meno lunghi soggiorni a Trieste. Nel 1943 la sua casa-studio di Milano viene distrutta da un bombardamento alleato e Argentina rientra a Trieste
. Nel 1950 si trasferisce in Spagna a Zamora dove espone in mostre ed esposizioni personali al Circolo delle Belle Arti di Madrid, a Zamora, a Salamanca, a Valladolid con eccellenti critiche nei principali giornali spagnoli dell'epoca 

Di questa seconda metà dei cinquanta e primi sessanta rimangono splendidi disegni famigliari, qualche olio, e numerosissime bozze dal vivo della vita in famiglia.
La sua pittura è stata un riferimento per molti pittori e le sue marine sono fonte di ispirazione per il pittore del mare Fabio Colussi.

## Opere
Esistono circa 300 dipinti di Argentina Cerne e comprendono ritratti, paesaggi e nature morte. Molte opere si possono trovare nel catalogo online. Molti sono riprodotti nel volume pubblicato in occasione della retrospettiva del 1990 nella Sala Comunale di Trieste, nei libri di Laura Ruaro Loseri citati nella bibliografia e nei numerosi libri della nipote Marina Cerne Klauser.
Nuove acquisizioni da parte del Museo Revoltella di Trieste sono state presentate in occasione della mostra Trieste Settanta. Arte e Sperimentazione.